# Necyria butleria
Necyria butleria är en fjärilsart som beskrevs av Druce 1874. Necyria butleria ingår i släktet Necyria och familjen Riodinidae. Inga underarter finns listade i Catalogue of Life.